# 台北市立體育學院體育館
台北市立體育學院體育館，俗稱白館，原位於台北市敦化北路、八德路口，現已拆除。
白館拆除前SBL第一季至第四季皆以此為主場館，瓊斯盃等國際性比賽亦在此進行。